# PO-12
La voie rapide PO-12 permet de pénétrer Pontevedra par l'ouest en venant du Port de Marín et Ria de Pontevedra ou de l'AP-9.
Elle relie la PO-11 au centre-ville et elle est composée de 4 échangeurs sous forme de giratoires.

## Tracé
- Elle prolonge la PO-11 pour ensuite longer la côte vers Pontevedra.
- Elle passe sous l'AP-9 avant de prolonger l'Avenida de Marin au centre-ville.

## Sorties
| Sorties | Villes |       |
| ------- | --- | ----- |
|         | Pontevedra Nord - Saint-Jacques-de-Compostelle - La Corogne AP-9 Vigo - Tuy - Portugal AP-9 Pontevedra Sud - Ourense PO-10 Marín - Port de Pontevedra | PO-11 |
|         | Pontevedra Centre - Pontevedra-Avenida de Marin |       |